# Steffen Mell
Steffen Mell (ur. 12 czerwca 1978 w Teterow) – niemiecki żużlowiec.

## Życiorys
Srebrny medalista indywidualnych mistrzostw Niemiec (Güstrow 1998). Reprezentant Niemiec w eliminacjach drużynowego Pucharu Świata (2001, 2002).
Poza startami w lidze niemieckiej i duńskiej, startował również w lidze brytyjskiej, w barwach klubów z Trelawny (2001), Berwick (2002), King’s Lynn (2003) i Newcastle (2003), oraz w lidze polskiej, w barwach klubu Polonia Piła (2009)